# Mariette Salbeth
Mariette Salbeth, née à Anderlecht le 5 juillet 1929 et morte le 6 décembre 2008, est une peintre et graveur belge.

## Biographie
Après avoir suivi ses études à l'Académie royale des beaux-arts de Bruxelles, puis à l'École nationale supérieure d'architecture et des arts décoratifs, elle devient professeur de dessin artistique et scientifique.
Jusque dans les années 1970, elle présente son travail sous le nom de Mariette Gassel. Elle illustre notamment des livres, tels que Tarot images (préfacé par un texte de Thomas Owen) en 1987, Éloge au Nihilisme fondamental de Nathalie Gassel en 1983 ou Poèmes d'Ita Gassel (éd. Maelström, coll. « Booklegen ») en 2007.

## Expositions personnelles
- Galerie" Racines" à Bruxelles, 1965
- Galerie" le Creuset" à Bruxelles en 1966
- Galerie "Tamara Pfeiffer" à Bruxelles en 1968, 1970, 1981 et 1983
- Galerie "Présences" à Knokke le Zoute en 1968

## Source
- « Biographie » (consulté le 3 décembre 2007)